# Soma (fantascienza)
Il soma è la droga ideale descritta nel romanzo distopico Il mondo nuovo (Brave New World) di Aldous Huxley.
È una sostanza euforizzante, ma priva di qualsiasi effetto collaterale sgradevole (se non quello di accorciare la vita di qualche anno, ma non è poi un prezzo troppo alto per la felicità), prodotta in forma di compresse da mezzo grammo, aggiunta alle bevande e - quando necessario per sedare situazioni di disordine pubblico - spruzzata nell'aria come aerosol.
(Aldous Huxley, Il mondo nuovo)
Attraverso il soma, distribuito gratuitamente dallo Stato a tutti i cittadini sin dall'infanzia, ed il condizionamento cerebrale pre- e post-nascita, viene realizzato l'ideale utopico di un mondo in cui in nome della stabilità sociale viene bandita qualsiasi forma di sofferenza, a partire da quella generata dai vincoli familiari e amorosi, non più previsti nella società descritta nel romanzo.
La canzone Soma tratta dall'album Siamese Dream degli The Smashing Pumpkins si riferisce proprio all'allucinogeno del libro di Huxley.
Anche i Tuxedomoon hanno scritto un brano dal titolo Soma, uscito come disco singolo e poi pubblicato nelle riedizioni dell'album Holy Wars, anche questo ispirato al racconto di Huxley. Nel testo, cantato da scritto Winston Tong, viene cantato l'estratto sopra indicato.
Da citare anche la canzone dei Tiamat, Love is as good as soma, dall'album Judas Christ,  anch'essa una chiara allusione alla sostanza, associata ad una visione narcotico illusoria dell'amore.